# سيسيليا ألفاريز
سيسيليا ألفاريز (بالإنجليزية: Cecilia Alvarez)‏ هي رسامة أمريكية، ولدت في 15 أبريل 1950 في سان دييغو في الولايات المتحدة.

## وصلات خارجية
- الموقع الرسمي